# Szilágy (Baranya)
Szilágy est un village et une commune du comitat de Baranya en Hongrie.